# 11. SS-Freiwilligen-Panzergrenadier-Division Nordland
De 11. SS-Freiwilligen-Panzergrenadier-Division Nordland was een divisie van de Waffen-SS. De eenheid werd opgericht in juli 1943 en de divisie gaf zich over aan de Amerikanen in mei 1945.
De divisie heeft gevochten in Polen, Kroatië en was uiteindelijk verwikkeld in de gevechten rond Berlijn op het einde van de oorlog. In mei 1945 gaf de divisie zich over aan de Amerikanen bij de Elbe. Het embleem van de divisie was een afgeronde swastika in een cirkel.

## Geschiedenis

### Oprichting en formatie
De oorsprong van de divisie ligt in Kampfverband Waräger, dat opgericht werd in februari 1943. Later werd het kampfverband uitgebreid tot een divisie, met de bedoeling alle Nederlandse en Scandinavische vrijwilligers in een divisie te verenigen. Deze opzet mislukte echter en de Nederlanders kwamen niet in de divisie terecht. Uiteindelijk brachten Volksduitsers de divisie op sterkte, en was er een minderheid Scandinaviërs in de divisie aanwezig.

### Van Kroatië naar de Tannenberglinie
De divisie werd na haar formatie naar Kroatië gestuurd, om daar verder opgeleid te worden en deel te nemen aan acties tegen de partizanen. Daar bleef de divisie aanwezig tot november 1943, toen ze naar het noordelijke deel van het oostfront werd gestuurd, naar Leningrad.
Eenmaal aangekomen werd de divisie onmiddellijk in de strijd geworpen om de Russische aanvallen op de Duitse omsingeling van Leningrad te doen ophouden. Nadat de divisie zich uit een Russische omsingeling had kunnen bevrijden, trok ze zich 60 km al vechtend terug naar Oranienbaum. Op 14 januari zorgden de Sovjets met het Krasnoye Selo-Rospha offensief voor de instorting van de Duitse linies. Nordland trok zich verder terug naar Narva in Estland. Begin februari vielen de Russen de stad aan en begon de Slag om Narva. Deze slag staat ook bekend als de slag van de Europese SS, omdat naast de Nordland divisie nog verschillende andere vrijwilligerseenheden van de SS aanwezig waren: de 4e SS Freiwilligen-Panzergrenadier-Brigade Nederland, de Walen van de 5e SS Freiwilligen-Sturmbrigade Wallonien, de Vlamingen van de 6e SS Freiwilligen-Sturmbrigade Langemarck en de Esten van de 20. Waffen-Grenadier-Division der SS (estonische Nr. 1). De Duitse verdedigers konden in totaal 50.000 mannen samen krijgen. De Sovjets gooiden daar 200.000 soldaten van het Leningradfront tegenaan.
Op 13 februari barstte het Kingisepp-Gdov-offensief los, met frontale Russische aanvallen op de Duitse linies en ook een amfibieaanval vanuit de Baltische Golf nabij Mereküla. De eenheden van Nordland, samen met andere Duitse eenheden, vernietigden deze invasiemacht. De vijf daaropvolgende maanden hielden de eenheden van de Waffen-SS stand tegen de Russische aanvallen. Toen de Sovjets begonnen met operatie Bagration in juni, moest de linie bij Narva echter verlaten worden wegens een tekort aan beschikbare eenheden. De 11. SS-Freiwilligen trok zich terug op de Tannenberglinie.

### Tannenberg en Kurland
De Tannenberglinie steunde op drie strategische heuvels. Nordland was gestationeerd op de meest oostelijk gelegen heuvel. Daar hield de divisie tijdens erg grimmige gevechten stand tegen de Sovjets, ondanks de dood van divisiecommandant Fritz von Scholz en de regimentscommandanten van Norge en Danmark. De divisie zou tijdens de bloedigste periode, van 27 tot 29 juli, 113 Russische tanks vernietigd hebben.
In september werd de Tannenberglinie verlaten en werd de divisie teruggetrokken in Kurland. Daar vocht de divisie van oktober tot december 1944 in defensieve slagen, en tegen begin december bestond de divisie nog maar uit 9000 soldaten. In januari 1945 werd de divisie vanuit de haven van Libau overgeplaatst naar Pommeren, waar de divisie deel ging uitmaken van het Duitse 11e Panzerarmee, onder Felix Steiner.

### Oost-Pruisen en Pommeren
Begin februari begon de divisie een gestage stroom van versterkingen te ontvangen, waaronder het British Free Corps ter grootte van een peloton. Op 16 februari kreeg Nordland bevel om in de aanval te gaan als onderdeel van Operatie Sonnenwende om een boog in de Russische linies te vernietigen en de Duitse troepen in het belegerde Arnwalde te ontzetten. Hoewel dit plan, ontwikkeld door Heinz Guderian, normaal gesproken een enorme tegenaanval langs het hele front omvatte, werd het door Hitler teruggebracht tot het niveau van een lokale tegenaanval. Toch had Nordland veel succes gedurende de eerste paar dagen van de aanval, omdat ze de Sovjets totaal verrast hadden. Op 17 februari, de tweede dag van het offensief, bereikte Nordland Arnwalde en werden het uitgeputte garnizoen en de overlevende burgers geëvacueerd. Daarna werd de opmars echter gestopt door sterke Russische tegenaanvallen en riep Steiner de divisie terug naar Stettin en Stargard, ten noorden van de Oder.
Op 1 maart begonnen de Sovjets een nieuw offensief, en hoewel de terugtrekkende Duitse troepen de Sovjets zware verliezen deden lijden, kon toch niet vermeden worden dat op 4 maart de laatste stelling ten oosten van de Oder, Altdamm, bereikt werd. Gedurende de volgende twee weken verdedigde Nordland de stad, ten koste van zware verliezen. Op 19 maart trok de divisie terug over de Oder. De regimenten Norge en Danmark hadden praktisch opgehouden te bestaan, en de divisie werd overgeplaatst naar het gebied ten westen van Schwedt om terug op sterkte gebracht te worden. De 33. Waffen-Grenadier-Division der SS Charlemagne werd bij de divisie gevoegd, net zoals een compagnie Spaanse vrijwilligers. Ook werd de divisie aangevuld met voertuigen en manschappen van de Luftwaffe en de Kriegsmarine.

### De laatste maanden
Op 16 april werd Nordland terug de strijd ingeworpen ten oosten van Berlijn. Ondanks de recente versterkingen was de divisie nog steeds erg onder haar capaciteit. Van 17 tot 20 april bevond de divisie zich voortdurend in de frontlinie en werd ze teruggedrongen tot in de stad zelf. Op 24 april bevond het zwaartepunt van de Russische aanval ter hoogte van het Treptow Park, waar zich onderdelen van Nordland bevonden, met name de overgebleven tanks van Panzer-Regiment Hermann von Salza. Obersturmbannführer Kausch leidde de laatste tanks en gepantserde voertuigen in een tegenaanval tegen de Sovjets en slaagde erin de opmars tijdelijk te doen stoppen. Tegen de middag begon het Russische 5e Leger echter weer op te rukken. Een latere Duitse tegenaanval met drie gemotoriseerde kanonnen werd gestopt door een Russische soldaat, Shulzhenok, die drie Panzerfausten ter beschikking had.
Op 25 april werd een nieuwe lichting Franse SS'ers bij Nordland gevoegd. De regimenten Norge en Danmark kwamen nu in sterkte overeen met twee bataljons. De volgende dag trok Nordland zich terug naar de Hermannplatz, op bevel van Brigadeführer Krukenberg. De Franse SS'ers en 100 leden van de Hitlerjugend vernietigden veertien Russische tanks, en een kazemat bij de brug over de Halensee wist de Russische opmars 48 uren tegen te houden. Ondertussen kregen de resterende gemotoriseerde eenheden van de divisie, acht Tigers en verschillende gemotoriseerde kanonnen, bevel om zich op te stellen in de Tiergarten.
Op 27 april trok de divisie zich verder terug in de stad, en bevond zich nu in de sector Zitadelle, de centrale sector. Daarna werden de verdedigers teruggedreven in de Rijksdag en de Rijkskanselarij. Daar hielden de overlevenden van de divisie het nog enkele dagen uit tegen een overweldigende overmacht. Op 30 april had SS-Brigadeführer en Generalmajor in de Waffen-SS Wilhelm Mohnke na de zelfmoord van Hitler bevel gegeven om waar dat maar mogelijk was te trachten uit te breken. In het gebied rond de Weidendammerbrug trachtte het restant van Nordland onder Krukenberg uit te breken, maar nadat de laatste tank van de divisie was vernietigd viel de groep uiteen. Verschillende kleine groepjes slaagden erin de Elbe te bereiken en zich over te geven aan de Amerikanen, maar de meesten vielen in handen van de Sovjets. De meeste soldaten van Nordland die de Elbe hadden kunnen bereiken, werden later uitgeleverd aan hun respectievelijke landen en daar berecht als landverraders. Sommigen kregen levenslang, en enkelen kregen zelfs de doodstraf.

## Bekende oorlogsmisdaden
Op 16 september 1943 zouden soldaten van de Nordland divisie 100 burgers en partizanen hebben vermoord in Popovaca. Dit werd gemeld door Pukovnik Stjepan Peričić, commandant van de Kroatische 1e Bergbrigade.
Twaalf officieren van de divisie hebben gediend in de concentratiekampen. Bij dit getal zijn ook de officieren inbegrepen die voor of na hun dienst bij Nordland in de kampen hebben gediend.

## Commandanten
De commandanten van het kampfverband Waräger zijn in deze tabel niet inbegrepen.
| Commandant                         | Begindatum    | Einddatum     |
| ---------------------------------- | ------------- | ------------- |
| SS-Brigadeführer Franz Augsberger  | 22 maart 1943 | 1 mei 1943    |
| SS-Gruppenführer Fritz von Scholz  | 1 mei 1943    | 27 juli 1944  |
| SS-Brigadeführer Joachim Ziegler   | 27 juli 1944  | 25 april 1945 |
| SS-Brigadeführer Gustav Krukenberg | 25 april 1945 | 8 mei 1945    |

## Samenstelling
- SS Panzergrenadier-Regiment 23 Norge
- SS Panzergrenadier-Regiment 24 Danmark
- SS Panzer-Abteilung 11 Hermann von Salza
- SS Panzer-Artillerie Regiment 11
- SS Panzer-Aufklärungs Abteilung 11 (1)
- SS Sturmgeschütz-Abteilung 11
- SS Panzerjäger-Abteilung 11
- SS Nachrichtung-Abteilung 11
- SS Pionier-Bataillon 11
- SS Nachrichtung-Abteilung Truppen 11
- SS Nachschub-Truppen 11
- SS Instandsetzungs-Abteilung 11
- SS Wirtschafts-Abteilung 11
- SS Kriegsberichter-Zug 11
- SS Feldgendarmerie-Trupp 11
- SS Feldersatz-Bataillon 11
- SS Bewährungs-Kompanie 11
- SS Sanitäts-Abteilung 11
- SS Werfer-Battalion 521
- SS Jäger-Regiment 11